# よってこ てんてこ め江戸かふぇ
『よってこ てんてこ め江戸かふぇ』（よってこてんてこめえどかふぇ）は、サンテレビジョン制作のコメディ時代劇（単発番組）。2013年1月に各地の放送局で放送された。撮影は東映京都撮影所にて行なわれた。

## 概要
江戸時代・元禄の頃のとある城下町に「め江戸かふぇ」を名乗る茶屋があった。退屈な城での暮らしを抜け出し、町民を装いかふぇに通う姫と若君、そしてその侍従が繰り広げるコメディ（喜劇）ものである。

## 登場人物
もえ / もえ姫　
三森すずこ
ヒデ次 / 英丸　
市瀬秀和
じい1
浜田太一（ザ・ニュースペーパー）
じい2
神谷明
ヤミマ（青忍者）　
杉山幸晴　CV:神谷明
グレン（赤忍者）　
櫻井忍　CV:春日森春木
めえど1
東城咲耶子
めえど2
多田夏希　CV:千葉茉美香
めえど3
岡野りさ　CV:前原未晴
ナレーション　
神谷明

## スタッフ
- 監督・脚本：大地丙太郎
- 音楽：
- プロデューサー：那須惠太朗
- 制作プロデューサー：安達勉、沖原範充
- 制作協力：東映京都撮影所、東映京都スタジオ
- 製作著作：サンテレビジョン

## 主題歌
「神戸の恋は坂道発進」
作詞 - 大地丙太郎 / 作曲 - 安部純 / 編曲 - 武藤星児 / 歌 - め江戸シスターズ（神戸マリー　千葉茉美香　前原未晴）

## 放送局
| 放送地域 | 放送局             | 放送日        | 放送時間     | 放送系列       | 備考   |
| -------- | ------------------ | ------------- | ------------ | -------------- | ------ |
| 兵庫県   | サンテレビ         | 2013年1月1日  | 火曜 22:00 - | 独立局         | 制作局 |
| 熊本県   | くまもと県民テレビ | 2013年1月2日  | 水曜 5:20 -  | 日本テレビ系列 |        |
| 埼玉県   | テレ玉             | 2013年1月2日  | 水曜 23:00 - | 独立局         |        |
| 神奈川県 | tvk                | 2013年1月2日  | 水曜 25:00 - | 独立局         |        |
| 群馬県   | 群馬テレビ         | 2013年1月3日  | 木曜 11:30 - | 独立局         |        |
| 千葉県   | チバテレビ         | 2013年1月4日  | 金曜 23:00 - | 独立局         |        |
| 東京都   | TOKYO MX           | 2013年1月5日  | 土曜 15:00 - | 独立局         |        |
| 北海道   | 北海道文化放送     | 2013年1月7日  | 月曜 10:50 - | フジテレビ系列 |        |
| 福井県   | 福井テレビ         | 2013年1月13日 | 日曜 6:30 -  | フジテレビ系列 |        |

## ソフト
2013年12月18日にDVDソフトが発売された（発売元：カルチュア・パブリッシャーズ、販売元：ポニーキャニオン）。